# 北海学園大学
北海学園大学（ほっかいがくえんだいがく、英語: Hokkai Gakuen University）は、北海道札幌市豊平区旭町四丁目1番40号に本部を置く日本の私立大学。1885年創立、1952年大学設置。大学の略称は学園、HGU。

## 概要
札幌農学校予科の受験準備のための私塾として1885年に設立された北海英語学校から始まり、学生数8000名超、札幌市内中心部に位置する道内で最大規模の総合私立大学である。

### 建学の理念
自主自律の「開拓者精神」（フロンティア・スピリット）で、「官に頼ることなく、自立して、身を起すこと（起業）、不撓不屈、普遍的自由な精神(自律)」で北海道発展の礎となることを理念としている

### 特色
札幌市の豊平キャンパスに、1部（昼間学部）と2部（夜間部）を設置。教養課程は、全学部履修。教職など他資格取得は、夜間時間に配置。1・2部共通科目としている。
工学系学科は2年次から、山鼻キャンパスにて実習を行う。社会環境学科では、道内唯一となるJABEEの認定を受けた教育プログラムにより、技術士補資格が取得できる。
札幌市営地下鉄東豊線学園前駅が校舎内地階と直結している。

#### 進路
北海道出身者が95%を超えており、85％超が道内に就職する。公務員は、毎年600名から700名程度合格している。

## 沿革
- 1885年 - 大津和多理、浅羽靖らにより北海英語学校（北海高等学校の前身）創立
- 1949年 - 各種学校北海学院設立
- 1950年 - 北海短期大学設立。北海学院廃止
- 1952年 - 北海学園大学設立、経済学部経済学科を開設
- 1953年 - 夜間部（2部）を設置
- 1954年 - 澄川に第一学生寮「誠之寮」を開設
- 1955年 - 1号館が完成
- 1957年 - 北海学園大学開発研究所を開設
- 1959年 - 札幌郡豊平町の所有から北海学園の管理下に移った札幌岳の冷水小屋に加えて、中山峠にある中山小屋の管理が任される。
- 1962年 - 北海道から札幌市南26条西11丁目にある元警察学校校舎を払い下げる（のちの北海短期大学土木科、山鼻キャンパス）
- 1963年 - 2号館校舎が完成
- 1964年 - 法学部法律学科を開設
- 1965年 - 3号館校舎が完成
- 1966年 - 経済学部経営学科を開設。北海学園大学短期大学部を設置（北海短期大学からの改称）
- 1967年 - 清田校地のグラウンド造成に着手する
- 1968年 - 工学部を山鼻キャンパスに設置（土木工学科、建築学科）。付属図書館（初代）が完成する
- 1969年 - 短期大学部廃止
- 1970年 - 大学院経済学研究科を開設
- 1973年 - 栄町に新学生寮「珠匣寮」が完成。北海学園会館が完成。
- 1979年 - 4号館が完成
- 1982年 - 体育館・体育会系部室棟が完成
- 1983年 - 文化棟が完成
- 1986年 - 大学院法学研究科を開設
- 1987年 - 学校法人北海学園創基百周年記念事業として、地上6階建てで6階の国際会議場を含む大学附属図書館（2代目）を新設。工学部電子情報工学科を設置
- 1988年 - 5号館が完成
- 1991年 - 大学院工学研究科を設置。工学部2号館校舎の増築工事が完了。
- 1993年 - 人文学部を開設（日本文化学科、英米文化学科）
- 1994年 - 大学直結の地下鉄駅「学園前」が完成する
- 1997年 - ペルーのアルベルト・フジモリ大統領（当時）が来道に際して北海学園大学国際会議場にて講演。
- 1998年 - 工学部厚生施設棟が完成
- 1999年 - 法学部政治学科及び大学院文学研究科を開設
- 2000年 - 大学院経営学研究科を設置
- 2003年 - 経営学部経営学科を開設（経済学部経営学科からの分離独立）及び経済学部地域経済学科、経営学部経営情報学科を開設。大学の7号館校舎が完成。
- 2005年 - 法務研究科（法科大学院）を開設、工学部土木工学科を工学部社会環境工学科へ名称変更
- 2012年 - 工学部生命工学科を開設
- 2016年 - 大学院工学研究科電子情報生命工学専攻修士課程を開設
- 2018年 - 法科大学院募集停止（入学者数の減少による）、大学院工学研究科電子情報生命工学専攻博士（後期）課程を開設
- 2019年（令和元年）
  - 北海学園大学出版会を設立[1]
  - 北海道放送と協創型メディアシンクタンク「北海道次世代メディア総合研究所」（愛称:もんすけラボ）を開設[2]
  - 「北海学園大学禁煙宣言」により、7月1日からキャンパス内を全面禁煙化[3]
  - 8号館が完成[4]
- 2021年 - 副学長制導入
- 2024年 - 法科大学院閉院

## 基礎データ

### 所在地
- 豊平キャンパス（札幌市豊平区旭町4丁目1番40号）
- 山鼻キャンパス（札幌市中央区南26条西11丁目1番1号 ）
- 清田グラウンド[5]（札幌市清田区清田355番地）

### 象徴

#### 校旗・校章
校旗・校章の図案は紫紺を用い、中央には北辰を意味する星を配し、正しく厳かな事を意味する「方正端厳」を表現して制作された。1952年10月13日に講堂で入魂式が行われ、校旗が正式に制定された。

#### 学歌
1957年に作詞され、青年が未来に向けていく強い意志を表した。その後、作曲家の大築邦雄により曲が完成し、1959年3月16日に行われた1958年度卒業式で、グリークラブにより初めて披露された。

#### 学生歌
北海学園大学新聞の創刊号（1952年10月18日発行）で学生歌を募集し、1953年秋に誕生した「人生意気に感じては・・・」で始まる学生歌は、学位記授与式、入学式、同窓会総会など大学行事で歌唱されている。
新学生歌
1986年に北海学園創基100周年、北海学園大学創立35周年を記念して制作された。

## 教育・研究

### 組織

#### 学部
- 経済学部
  - 1部
    - 経済学科
    - 地域経済学科

  - 2部
    - 経済学科
    - 地域経済学科
- 経営学部
  - 1部
    - 経営学科
    - 経営情報学科

  - 2部
    - 経営学科
- 法学部 - 法学部のみ、各学科（法律/政治）への所属は2年次からである。
  - 1部
    - 法律学科
    - 政治学科

  - 2部
    - 法律学科
    - 政治学科
- 人文学部
  - 1部
    - 日本文化学科
    - 英米文化学科

  - 2部
    - 日本文化学科
    - 英米文化学科
- 工学部
  - 社会環境工学科
  - 建築学科
  - 電子情報工学科
  - 生命工学科

#### 大学院
- 経済学研究科（修士課程・博士後期課程）
  - 経済政策専攻
- 経営学研究科（修士課程・博士後期課程）
  - 経営学専攻
- 法学研究科（修士課程・博士後期課程）
  - 法律学専攻
  - 政治学専攻
- 文学研究科（修士課程・博士後期課程）
  - 日本文化専攻
  - 英米文化専攻
- 工学研究科（修士課程・博士後期課程）
  - 建設工学専攻
  - 電子情報生命工学専攻
- 法務研究科（専門職課程）（閉鎖）
  - 法務専攻

#### 附属機関
- 附属図書館
  - 工学部図書館
- 開発研究所
- ハイテク・リサーチ・センター
- 地域連携推進機構
- 北海学園大学出版会

##### 私立大学学術研究高度化推進事業
- 学術フロンティア事業
  - 工学研究科「積雪寒冷地域における災害に強い都市環境モジュールの開発とシステム構築」（1998年度 - 2003年度）
  - 経済学研究科「北東アジア地域における経済協力体制の構築と安全保障に関する研究」（1999年度 - 2004年度）
- ハイテク・リサーチ・センター整備事業
  - 工学研究科「知的画像・言語情報処理システムにおける情報統合処理技術の研究開発」（1998年度 - 2003年度）
  - 工学研究科「視覚・画像・音声・言語情報の高度化と知的計測技術への応用」（2003年度 - ）

## 学生生活

### 部活動・クラブ活動・サークル活動
- 文化系のサークル
  - よさこいソーランチーム粋～IKI～ - 1996年に粋-IKI-北海学園大学を結成し、1997年から毎年YOSAKOIソーラン祭りに参加。2013年には学生初のYOSAKOIソーラン大賞を受賞した。過去にも準大賞を3回受賞している。
  - 演劇研究会 - 森崎博之・安田顕・戸次重幸・大泉洋・音尾琢真による演劇ユニットTEAM NACSは、同会を母体として構成された役者グループである。

### 事故
2017年8月6日、北海学園大学清田グラウンドのラグビー場（札幌市清田区）にて同大アメリカンフットボール男子部員（当時21歳）が練習中に熱中症状で死亡した。慰霊の日を設け、部員関係者による慰霊祭を毎年挙行している。

### 学園祭
キャンパス別に催されており、かつては山鼻キャンパスでは6月に「工学祭」が、豊平キャンパスでは10月に「十月祭」が、それぞれ開催されていたが、現在は10月に同時開催している。

### スポーツ
- 対東北学院大学総合定期戦

1955年より、毎年6月に本学と東北学院大学の体育会同士の総合定期戦が開催されている。
2021年度（令和3年度）の第67回定期戦は新型コロナウイルス感染症拡大により中止となり、2022年に再開された。
- 硬式野球部は札幌学生野球連盟に加盟しており1部リーグで18回優勝している（2024年春秋リーグ戦終了現在）。

## 大学関係者と出身者
- 北海学園大学の人物一覧

## 同窓会組織
- 北海学園大学のOB会・OG会として「豊平会」がある[12]。会員数10万人。
- 職域単位で道内主要企業、道庁、市役所、教職員内部で16支部、地域単位では各支庁、市単位で20支部、公認会計士、法職、技術士、部活動単位OB・OGでの16支部が設立。年2回、同窓会ニュースレター「豊平曾報」を発行している。さらに年1回「同窓の夕べ」を開催している。

## 施設

### キャンパス
豊平、山鼻の2キャンパス体制である。

#### 豊平キャンパス
| 豊平キャンパス |  | 豊平キャンパス |
| 豊平キャンパス |  |                |

- 使用学部:全学部（ただし工学部は教養課程のみ）
- 使用研究科:工学研究科以外の大学院全研究科
- 使用附属施設:法人事務局、附属図書館、国際会議場、開発研究所、学生会館、教育会館、大学生協など
- 交通アクセス:札幌市営地下鉄東豊線 学園前駅、じょうてつバス 学園前駅停留所

大学の本部が置かれている。キャンパス内には、系列校の北海高等学校、北海学園札幌高等学校の校舎・グラウンド等が併設されている。最寄り駅の市営地下鉄東豊線学園前駅が校舎内地下にあり校舎と直結。法務研究科の使用する校舎は平岸街道をはさんで本キャンパスの向かいに所在する系列校、北海商科大学の校舎に隣接している。キャンパス内にある行啓記念碑は、皇太子嘉仁親王（後の大正天皇）の来札を記念して建てられたものである。

#### 山鼻キャンパス
- 使用学部:工学部（2年次〜4年次）
- 使用研究科:工学研究科・大学院
- 使用附属施設:実習施設・研究棟・学生会館など
- 交通アクセス:じょうてつバス 北海学園大工学部前停留所

工学部4学科が拠点を置く。札幌市内の幹線道路である石山通（国道230号）に面しており、陸上自衛隊札幌駐屯地と向かい合っている。工学部生は原則として教養課程修了後2年次以降、山鼻キャンパスで専門課程の履修・実習に移る。

#### その他の施設
- 「清田グラウンド」（札幌市清田区）

野球場、ラグビー場、サッカー場、テニスコート等から構成される総合体育グラウンドである。体育実技科目の一部はここで行われている。
- 「中山小屋」（札幌市南区定山渓）
- 「冷水小屋」（札幌市南区定山渓）
- 中山小屋と冷水小屋は、札幌岳国有林内に点在し大学の山岳部やワンダーフォーゲル部などが利用している。

### 学生食堂
夜間部設置の為21時まで学生会館の生協を開放している。

### 学生会館
夜間部設置の為、21時まで学生会館の生協を開放している。

## 系列校
- 北海商科大学
- 北海高等学校
- 北海学園札幌高等学校

## 対外関係

### 地方自治体との協定
- 北海道と学校法人北海学園との包括連携協定（2013年締結）[13]
  - 北海道

### 他大学との協定
- 放送大学学園と単位互換協定を結んでおり、放送大学で取得した単位を卒業に要する単位として認定することができる[14]。
- 学校法人法政大学と単位交換学生交流協定を締結しており、法政大学で取得した単位を卒業に要する単位として認定することができる[15][16]。

#### 国際交流協定
以下の海外大学と協定を結び、学生交換事業や海外研修などを実施している。
| 国             | 大学                   |
| -------------- | ---------------------- |
| カナダ         | レスブリッジ大学       |
| カナダ         | ブロック大学           |
| 韓国           | 大田大学校             |
| ロシア         | サハリン大学           |
| ロシア         | シベリア交通大学       |
| ロシア         | ノボシビルスク総合大学 |
| ロシア         | ウラヂミール大学       |
| 中国           | 遼寧大学               |
| 中国           | 瀋陽農業大学           |
| モンゴル       | モンゴル文化教育大学   |
| アメリカ合衆国 | ハワイ大学マノア校     |

#### 学部単位交換協定
- 法学部 - 法政大学

#### 大学院単位互換協定
- 経済学研究科 - 北海道大学、北星学園大学、札幌大学、酪農学園大学
- 経営学研究科 - 北海道大学
- 法学研究科 - 北海道大学、東北学院大学